# Đại học Khai Nam
Đại học Kainan (KNU; tiếng Trung: 開南大學) là một trường đại học tư nhân tại  Lô Trúc, Đào Viên, Đài Loan.

## Lịch sử
KNU thành lập vào năm 1917 với tên gọi Trung học kỹ thuật và Thương mại Kainan. Tháng 1 năm 1990, trường đổi tên thành Viện công nghệ Kainan và đổi tên thành đại học Kainan vào tháng 4 năm 2006.

## Các khoa
KNU có có các khoa như thương mại, y tế, khoa học nhân văn và khoa học xã hội, tin học, giao thông vận tải và du lịch.